# Subra Suresh
Subra Suresh (Bombaim, 30 de maio de 1956) é um engenheiro estadunidense nascido na Índia.
Foi diretor da Fundação Nacional da Ciência (NSF). É reitor da Universidade Carnegie Mellon.